# 닉슨 키프로티치
닉슨 키프로티치(스와힐리어: Nixon Kiprotich, 1962년 12월 4일 ~ )는 케냐의 전직 육상 선수로 1992년 하계 올림픽에서 은메달을 획득했다. 이전에, 키프로티치는 1988년 올림픽 결승전에서 8위를 했다.
1992년 여름동안 키프로티치는 올림픽 결승에서 윌리엄 타누이에게 졌다. 그는 바르셀로나 올림픽에서 1시간 43분 70초로 은메달을 획득했다. 키프로티치는 1993년에 800m에 걸쳐 세계 1위를 기록했다.

## 참조
- (영어) 닉슨 키프로티치 - 국제 육상 경기 연맹